# 沢雪嶠
沢 雪嶠（さわ せっきょう、生没年不詳）とは、江戸時代後期の浮世絵師。

## 来歴

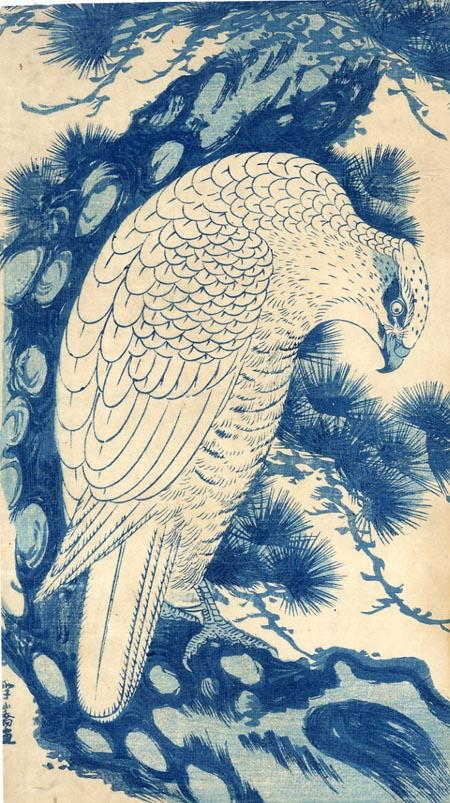
藍摺絵

師系不詳。名も不詳。雪嶠と号す。画風は堤等琳の系統に属しており、堤派の人であろうと見られる。文化（1804年 - 1818年）頃の人で、遠近法を用いた横大判の模様枠の浮絵の風景画、花鳥画で知られる。彼の浮絵には枠に花柄が配されている。墨摺または藍摺の絵をよくした。作品としては「両国花火図」や「上野花見図」などが挙げられるが、その描く絵は面白味が無く、純粋の浮世絵師の作品に比べると、やや劣っている。これらの作品は全て中橋広小路の山田屋版であった。
他に江戸名所を描いた横小判の「両国夕照」や「鉄砲洲帰帆」が知られている。

## 作品
- 「菊に小禽」　藍摺絵 31.9cm×22.2cm 天保頃 プーシキン美術館所蔵
- 「浮絵上野花見之図」　横大判 太田記念美術館、ライデン国立民族学博物館所蔵
- 「浮絵日本橋通町之図」　横大判 大英博物館所蔵
- 「唐土八景 遠浦帰帆」 横大判 アメリカ議会図書館所蔵
- 「浮絵浅草金龍山之図」 横大判
- 「浮絵愛宕山之図」 横大判
- 「浮絵両国橋夕涼之図」 横大判 ボストン美術館所蔵
- 「浮絵日本橋肴市之図」 横大判
- 「浮絵芝居顔見勢狂言之図」 横大判 海の見える杜美術館所蔵
- 「浮絵木曽義仲粟津合戦之図」 横大判
- 「桃を食べる猿」